# Новоамурский
Новоамурский — посёлок в Брединском районе Челябинской области России. Входит в Калининское сельское поселение. 

## География
Расположен в западной части района, в верховьях реки Усак (приток Утяганки), на берегу небольшого озера Щучьего. Расстояние до районного центра посёлка Бреды 60 км.

## История
Основан в 1923 году как хутор на дополнительном наделе поселка Амурского Полоцкой станицы, назван первопоселенцами в память о покинутой малой родине.
В 1930 году организован колхоз им. Блюхера, в 1938 году переименован в «Путь Сталина».

## Население
| 2002 | 2010 |
| ---- | ---- |
| 156  | ↘123 |

(в 1926 — 52, в 1970 - 201, в 1983 - 129, в 1995 - 216)

## Улицы
- Лесная,
- Солнечная,
- Строительная.

## Инфраструктура
- Фельдшерско-акушерский пункт,
- библиотека,
- ООО «Новокалининское»